# Hugo de Porta Ravennate
Hugo de Porta Ravennate, italienisch auch Ugo di Porta Ravegnana, (* Anfang 12. Jahrhundert, Bologna; † 1168?, Bologna) war ein bologneser Jurist und Glossator des Corpus iuris civilis. Hugo de Porta Ravennate spielt eine entscheidende Rolle in der beginnenden Rezeption des Römischen Rechts und bei der Entstehung der ersten europäischen Universität in Bologna.

## Herkunft und Ausbildung
Zu seinen Lebensumständen, Herkunft und Familie, ist nur wenig bekannt. Sie war lombardischer Herkunft. Den größten Teil seines Lebens verbrachte er in Bologna und im Umkreis der dortigen Universität. Hugo studierte Römisches Recht an der Universität Bologna. Neben Irnerius war auch Bulgarus sein Lehrer.
Verheiratet war er mit einer „Isabella“. Als Person ist er schwer zu fassen.

## Wirken
Hugo de Porta Ravennate lehrte zusammen mit Bulgarus, Martinus Gosia und Jacobus de Boragine an der Universität Bologna. Sie waren die vier führenden Juristen dieser Generation an der Universität. Auch war Hugo in mehreren Fällen als Anwalt oder Richter tätig, unter anderem in Siena. Er gründete eine eigene „Schule“, bildete also eine Reihe nachfolgender Juristen aus. Er verfasste Kommentare zum Römischen Recht, dem Corpus iuris civilis. Damit passte er spätantikes Recht an die mittelalterliche Lebenswelt an, damit es (wieder) angewendet werden konnte. Es ist schwierig, den Anteil, den Hugo de Porta Ravennate am Prozess dieser Rezeption hatte, zu isolieren oder seine Autorenschaft an einzelnen Texten zu identifizieren. So ist seine Autorenschaft an dem Text Summula de pugna (Abhandlung über den gerichtlichen Zweikampf), die ihm zugeschrieben wird, umstritten. In diesem Text nennt sich der Autor Ugonne de Porta Ravennate. Hugo de Porta Ravennate verfasste Glossen zum Römischen Recht und Distinctiones (Begriffsunterscheidungen).
Hugo begegnete Kaiser Friedrich I. (Barbarossa) wahrscheinlich schon 1155 bei dessen Besuch in Bologna. Schon damals verfügte der Kaiser die Authentica Habita , die Charta der Grundfreiheiten der Universität Bologna, in das Corpus iuris civilis aufzunehmen. Hugo gehörte zu den Juristen, die für den Kaiser während des Reichstags von Roncaglia (11. bis 26. November 1158) die Gesetze von Roncaglia – unter anderem die Constitutio de regalibus – zusammenstellten, mit denen der Kaiser auf juristischem Wege versuchte, politische Machtpositionen zurückzugewinnen, die an die lombardischen Städte verlorengegangen waren. Im Gegenzug gewährte der Kaiser der Universität Bologna und ihren Studenten mehrere Privilegien.
Hugo de Porta Ravennate ließ sich bei der Porta Ravegnana in Bologna den Torre Alberici bauen, der 1201 einstürzte.

## Werke
- Glossae ad Corpus iuris civilis[Anm. 2]
- Summula de petitione hereditatis (befasst sich mit Erbrecht)[Anm. 3]
- Summula de iuris et facti ignorantia (Ergänzung zu einem von Bulgarus begonnenen Traktat)[Anm. 4]
- Quaestiones[Anm. 5]
- Disputationes[Anm. 6]
- Distinctiones – Das Werk ist in 14 voneinander abweichenden Handschriften überliefert. Eine Handschrift, die ihm persönlich zugeordnet wird, befindet sich heute in Paris.[8] Nur in dieser Handschrift wird erwähnt, dass das Werk von Hugo begonnen und von „Albericus“ (Albericus de Rosate?) vollendet wurde. Insgesamt bleibt der Anteil von Hugo de Porta Ravennate an dem Werk also unklar.[9][Anm. 7]